# Subotica (Banja Luka)
Pour les articles homonymes, voir Subotica.
Subotica (en serbe cyrillique : Суботица) est un village de Bosnie-Herzégovine. Il est situé sur le territoire de la ville de Banja Luka et dans la république serbe de Bosnie. Selon les premiers résultats du recensement bosnien de 2013, il compte 68 habitants.

## Démographie

### Évolution historique de la population dans la localité
| 1948 | 1953 | 1961 | 1971 | 1981 | 1991 | 2013 |
| ---- | ---- | ---- | ---- | ---- | ---- | ---- |
| -    | -    | 272  | 248  | 215  | 163  | 68   |

|  |

### Répartition de la population par nationalités (1991)
En 1991, les 163 habitants du village étaient tous serbes.